# Deichsende
Deichsende is een dorp in de Duitse deelstaat Nedersaksen. Het dorp maakte van 1967 tot 2015 deel uit van de gemeente Nordholz in het Landkreis Cuxhaven. Op 1 januari 2015 ging die gemeente Nordholz op in de eenheidsgemeente Wurster Nordseeküste. Het dorp ligt op het uiteinde van een geestrug die aansloot op de dijk die het Land Wursten moest beschermen.  
Het weinig homogeen gebouwde plaatsje ligt ten zuidwesten van Nordholz en ten noordoosten van Spieka.
Zie verder Wurster Nordseeküste.